# Opius attributus
Opius attributus är en stekelart som beskrevs av Fischer 1962. Opius attributus ingår i släktet Opius och familjen bracksteklar. Inga underarter finns listade i Catalogue of Life.